# 紀元前170年代
紀元前170年代（きげんぜんひゃくななじゅうねんだい）は、西暦による紀元前179年から紀元前170年までの10年間を指す十年紀。

## 誕生

### 紀元前179年
- 劉安:前漢の皇族、学者（紀元前122年没）
- 司馬相如:前漢の政治家、詩人、音楽家（紀元前117年没）
- 董仲舒:前漢の儒学者（紀元前104年没）

### 紀元前173年
- アンティオコス5世:セレウコス朝の王（紀元前162年没）

### 紀元前170年
- ディオニュシオス・トラクス:古代ギリシアの文法学者（紀元前90年没）
- ルキウス・アッティウス:ローマの悲劇詩人（紀元前86年没）

## 死去

### 紀元前179年
- ピリッポス5世:マケドニア王国の王（紀元前238年生）
- 劉襄:前漢の皇族

### 紀元前177年
- 劉興居:前漢の皇族
- 劉章:前漢の皇族

### 紀元前176年
- クレオパトラ1世:エジプトの女王（紀元前204年生）
- フリアパティウス:パルティアの王

### 紀元前175年
- セレウコス4世:セレウコス朝の王（紀元前217年生）

### 紀元前174年
- ティトゥス・クィンクティウス・フラミニヌス:ローマ帝国の将軍、政治家（紀元前227年生）
- プブリウス・アエリウス・パエトゥス:ローマ帝国の執政官、ケンソル
- 冒頓単于:匈奴の単于（紀元前234年生）

### 紀元前173年
- ルキウス・コルネリウス・レントゥルス:ローマ帝国のケンソル

### 紀元前170年
- フラーテス1世:パルティアの王